# ديلوباوات
الديلوباوات (الاسم العلمي: Dilobinae) هي أسرة من الحشرات تتبع فصيلة الليليات من الرتبة حرشفيات الأجنحة.

## أجناس
- الديلوبة
- الرافية